# Anton von Froben
Anton Franz Christoph Leopold Georg von Froben, seit 1905 Freiherr von Froben (* 31. Oktober 1839 in Karlsruhe; † 13. April 1910 ebenda) war ein preußischer General der Artillerie und Gouverneur von Metz, sowie Herr auf Weiherhof und Rechtsritter des Johanniterordens.

## Leben

### Herkunft
Anton war ein Sohn des badischen Geheimen Rats und Kriegsrats August von Froben (1800–1871) und dessen erster Ehefrau Maria Antonie, geborene Göhringer (1810–1850).

### Militärkarriere
Froben trat am 1. Juli 1855 als Kadett in die Badische Armee in Karlsruhe ein und avancierte bis Ende Juli 1858 zum Leutnant im Feldartillerie-Regiment. Vom 22. Dezember 1859 bis zum 1. April 1860 war er Führer der 2. 6-pfündigen Batterie, wurde am 7. Oktober 1863 Feuerwerksoffizier in Rastatt und in dieser Eigenschaft Mitte Dezember 1863 Oberleutnant. 1866 nahm Froben am Krieg gegen Preußen teil. Nach dem Krieg absolvierte er ab 1. Oktober 1867 die Kriegsakademie in Berlin und war vom 1. Juli bis zum 30. September 1868 zum 2. Garde-Regiment zu Fuß kommandiert. Nach seiner Rückkehr erfolgte am 27. Februar 1869 seine Berufung in den Vorstand der Munitionsanstalt in Karlsruhe sowie am 27. April 1869 die Ernennung zum Batteriechef. Ab dem 22. September 1869 setzte er seine Studien an der Kriegsakademie in Berlin fort, die er jedoch mit dem Beginn des Krieges gegen Frankreich abbrechen musste. Er kehrte daraufhin zu seinem Regiment zurück, mit dem er sich an den Kämpfen bei Wörth, an der Lisaine, am Ognon, bei Châtillon-le-Duc, Pasques, Nuits, Villersexel und Clairegoutte, sowie der Belagerung von Straßburg beteiligte. Für sein Wirken erhielt Froben neben beiden Klassen des Eisernen Kreuzes das Ritterkreuz des Militär-Karl-Friedrich-Verdienstordens.
Durch die Militärkonvention zwischen Baden und Preußen wurde Froben am 15. Juli 1871 mit Patent vom 15. Dezember 1869 als Hauptmann und Batteriechef im Feldartillerie-Regiment Nr. 14 in den Verband der Preußischen Armee übernommen. Mit Patent vom 12. April 1872 erfolgte am 11. Februar 1873 seine Versetzung in das 1. Garde-Feldartillerie-Regiment. Am 18. Februar 1875 ernannte ihn Großherzog Friedrich I. zu seinem Flügeladjutanten. In dieser Stellung stieg Froben Anfang Juli 1875 zum Major auf. Nach einer Verwendung von Juni 1878 bis Mai 1880 als Kommandeur der II. Abteilung im Nassauischen Feldartillerie-Regiment Nr. 27 in Wiesbaden war Froben Kommandeur der reitenden Abteilung im Hessischen Feldartillerie-Regiment Nr. 11 in Kassel. Er avancierte Mitte September 1882 zum Oberstleutnant, wurde am 19. Dezember 1882 zunächst mit der Führung des 1. Badischen Feldartillerie-Regiments Nr. 14 beauftragt und am 27. September 1883 zum Regimentskommandeur ernannt. Froben wurde am 6. Juli 1886 zum Oberst befördert und am 17. Juni 1889 unter Stellung à la suite seines Regiments mit der Führung der 14. Feldartillerie-Brigade in Karlsruhe beauftragt. Am 13. August 1889 erfolgte als Generalmajor seine Ernennung zum Kommandeur dieser Brigade. Als Kommandeur der 3. Division wurde Froben mit der Beförderung zum Generalleutnant am 28. Juli 1892 nach Stettin versetzt und Mitte September 1895 mit dem Kronen-Orden I. Klasse ausgezeichnet.
Er wurde am 18. Juli 1896 zum Gouverneur von Metz ernannt und erhielt am 21. Januar 1897 den Charakter als General der Artillerie sowie Mitte Mai 1900 das Großkreuz des Roten Adlerordens mit Eichenlaub. Großherzog Friedrich I. würdigte ihn am 21. Januar 1901 mit dem Großkreuz des Ordens Berthold des Ersten. Während seiner Zeit als Gouverneur wirkte Froben maßgeblich an den baulichen Veränderungen der Festung durch die Schleifung des inneren Festungsgürtels sowie der Anlage neuer Befestigungen. Krankheitsbedingt nahm er seinen Abschied und wurde am 3. Mai 1901 unter Stellung à la suite des 1. Badischen Feldartillerie-Regiments Nr. 14 mit Pension zur Disposition gestellt. In Würdigung seiner langjährigen Verdienste erhob Großherzog Friedrich I. Froben am 27. Juni 1905 in den badischen Freiherrenstand. Er starb am 13. April 1910 in Karlsruhe.
In seiner Beurteilung von 1887 schrieb sein Brigadekommandeur, der Oberst von Rheinbarben: „Eine frische Soldatennatur, voll Selbstvertrauen, schnell in der Auffassung, selbstständig im Urteilen und handeln entschieden in der Form bei wohlwollendem Wesen. Mit praktischen Sinn und Geschick verbindet sich eine gute allgemein-militärische und artilleristische Bildung. Die Ausbildung seines Regimens leitet er mit richtigem Verständnis. Sein Bestreben, die jeweiligen Übungen möglichst kriegsgemäß zu gestalten, tritt sichtbar zutage und ist ebenso anerkennenswert, wie sein Eiger, richtigen Grundsätzen bei der Handhabung der Strafgewalt seitens seiner Untergebenen mehr und mehr Eingang zu verschaffen. Für entsprechenden Ersatz des Offizierskorps ist er mit gutem Erfolg bestrebt. Nach dem Urteil der betreffenden Generale disponierte Oberst von Froben bei Führung eines Detachements während der Detachementsübungen gleich dem früheren Jahren zutreffend, leitete die Gefechtsentwicklung sowie die einzelnen Gefechtsmomente mit Sicherheit und bekundete in der Befehlserteilung Klarheit und Bestimmtheit. Bei Führung eines Detachements während der Divisionsübungen zeigte er ebenso schnellen und guten Entschluß wie Vorsicht in der Anlage und Festigkeit in der Durchführung. Seine eigene Waffe leitet er prompt und zweckmäßig.“

### Familie
Froben heiratete am 11. September 1871 in Karlsruhe Mathilde Deimling (1842–1911). Das Paar hatte mehrere Kinder:
- Mathilde (* 1872)
- Antonie (* 1874) ⚭ 1891 Joachim von Schlichtig (1866–1952), preußischer Rittmeister, Sohn von General Sigismund von Schlichting
- Werner (1876–1949), mit ihm endet die Linie bereits wieder